# Inverey
Inverey est un hameau de l'Aberdeenshire en Écosse, près de Braemar, sur la Dee.

## Histoire
Après la bataille de Killiecrankie le 17 juillet 1689, John Farquharson, considéré comme le Colonel Noir (Black Colonel), s'installe dans le château de Inverey. Les red-coats pillent et brulent le château, les serviteurs du Colonel Noir assurant qu'il est mort de vieillesse en 1698 et a été enterré à Inverey.
Inverey est inclus dans les Mar Lodge Estate (en) en 1798.
En 1934, un monument y a été érigé par le Deeside Field Club en l'honneur de Johann von Lamont, né à Corriemulzie, juste à côté d'Inverey.

## Galerie

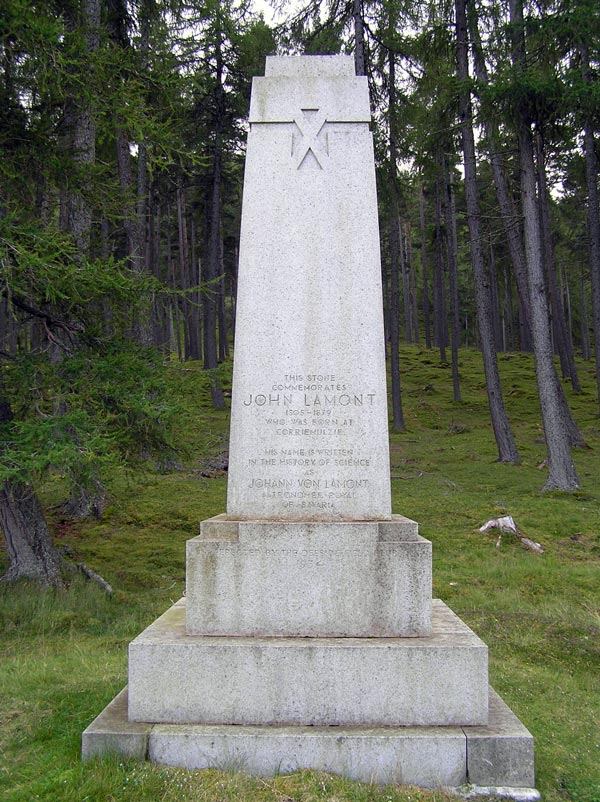
Memorial à Johann von Lamont
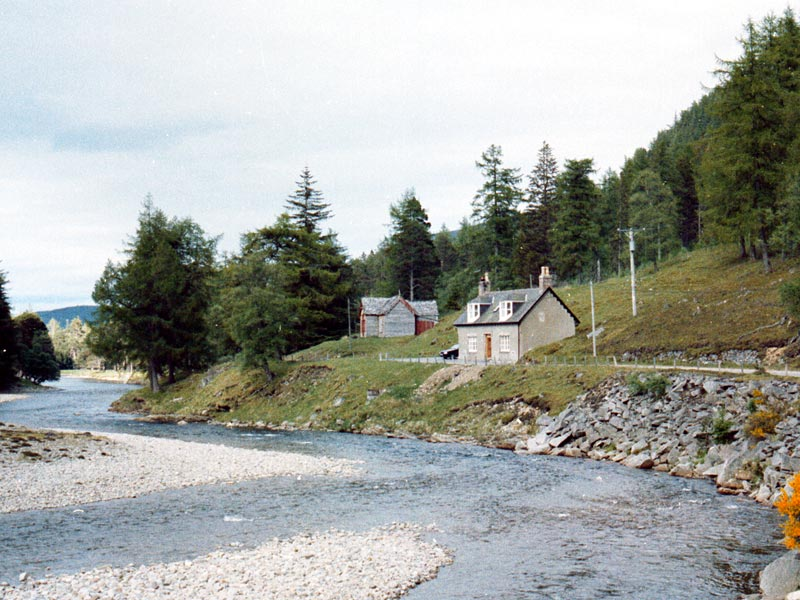
Meall Darroch
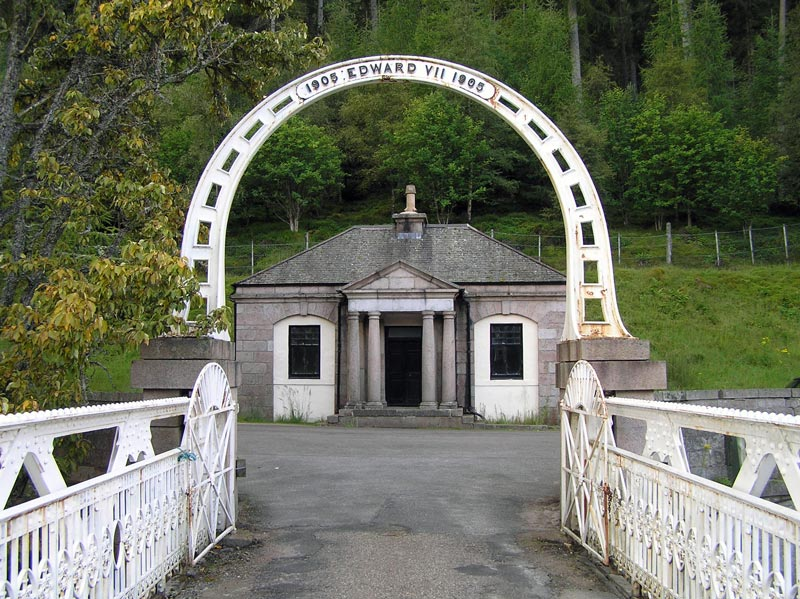
Victoria Bridge, Inverey
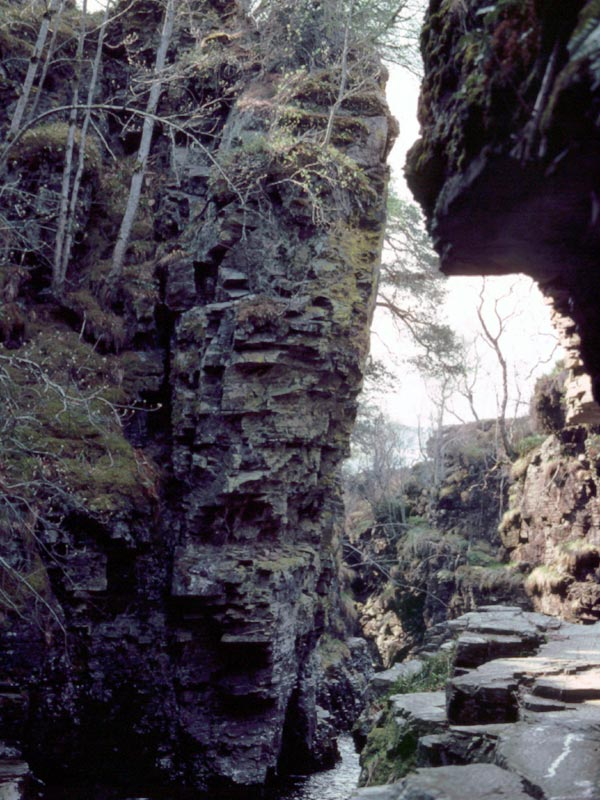
Le lit du colonel à Inverey